# NGC 597
NGC 597 est une galaxie spirale barrée située dans la constellation du Sculpteur. NGC 597 a été découverte par l'astronome britannique John Herschel en 1834.

## Caractéristiques
Sa vitesse par rapport au fond diffus cosmologique est de 4 827 ± 17 km/s, ce qui correspond à une distance de Hubble de 71,2 ± 5,0 Mpc (∼232 millions d'al).
La classe de luminosité de NGC 597 est II-III et elle présente une large raie HI.

## Supernova
La supernova SN 2009fr a été découverte dans NGC 597 le 16 août 2009 par une équipe d'astronomes dans le cadre du programme de recherche de supernovas CHASE (CHilean Automatic Supernova sEarch) de l'université du Chili. Cette supernova était de type IIP.